# 성령 대성당 (민스크)

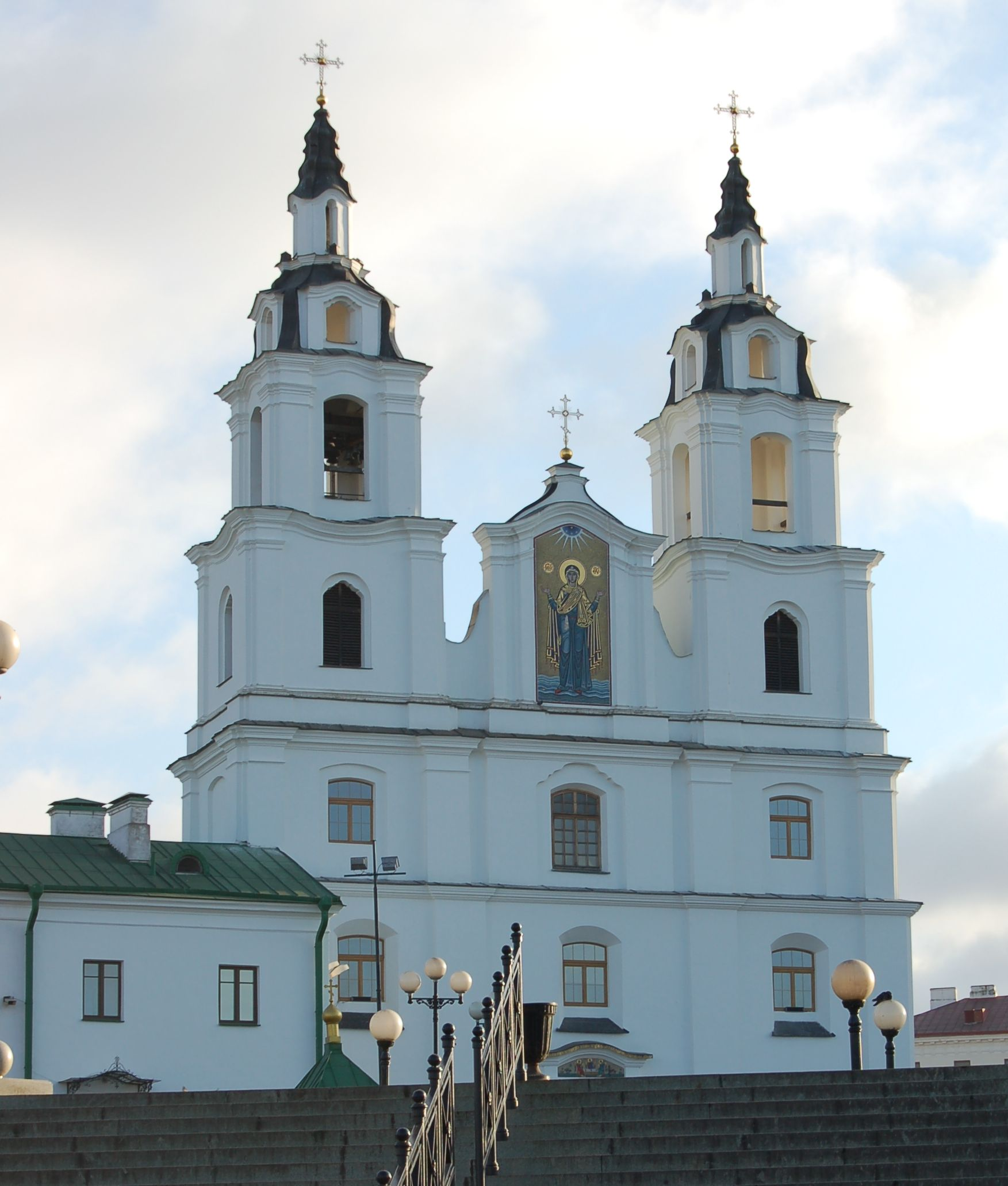

성령 대성당(벨라루스어: Кафедральны сабор Сашэсця Святога Духа)은 벨라루스 민스크에 있는 바로크 양식의 벨라루스 정교회 성당이다.

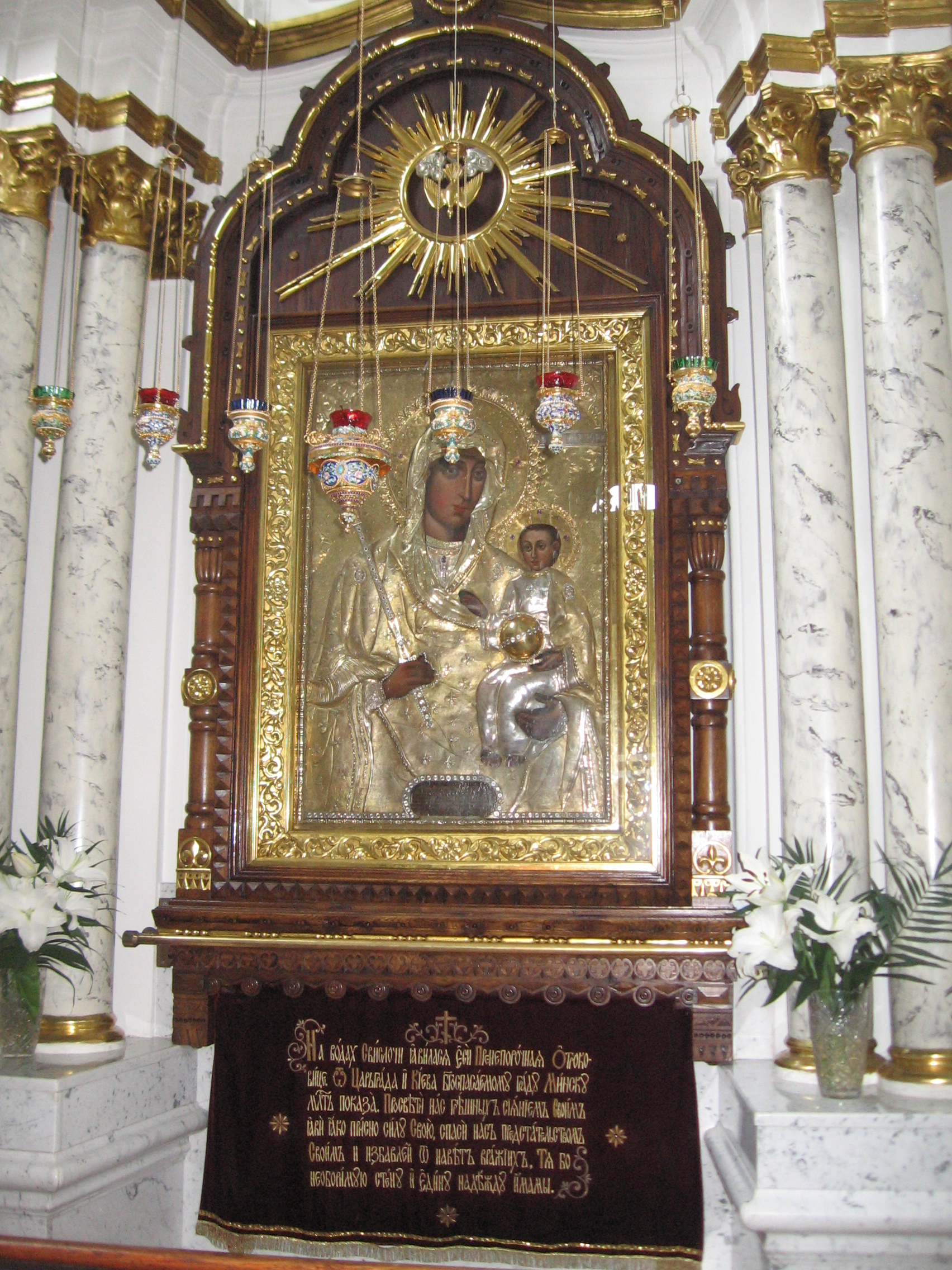
기적을 일으킨다고 보고된 민스크의 성모 이콘

성령에게 봉헌된 이 대성당의 역사는 민스크가 폴란드-리투아니아 연방의 중심지였던 시기에 로마 가톨릭교회의 베르나르도 수도원이 세워진 1633년-1642년으로 거슬러 올라간다. 1852년 러시아 정교회 성당이 된 이 대성당은 10월 혁명 이후 볼셰비키에 의해 폐쇄당했지만, 현재는 벨라루스 정교회의 대표 성당으로 자리매김하고 있다. 1500년 민스크의 한 주민이 발견한 민스크의 성모 이콘이 이곳에 모셔져 있다.